# Dominicas præsident
Dominicas præsident er statsoverhovedet i Dominica. Præsidentposten er ceremoniel, og landets regering ledes af Dominicas premierminister.

## Valg af præsident
Dominicas præsident vælges af House of Assembly (Huset). Når embedet er ledigt eller den siddende præsidents valgperiode udløber inden for 90 dage, skal premierministeren konsultere lederen af oppositionen for at se om de kan komme med en fælles indstilling til en præsidentkandidat. Hvis det lykkedes, er kandidaten valgt uden afstemning. Ellers kan premierministeren, lederen af oppositionen eller 3 medlemmer af Huset i fællesskab nominere kandidater til præsidentposten. Huset vælger efterfølgende en af de nominerede kandidater ved hemmelig afstemning. En kandidat skal have absolut flertal blandt alle Husets medlemmer for at opnå valg. Opnå ingen kandidat det, foretages omvalg.
En præsidentkandidat skal være fyldt 40 år på dagen for nomineringen. Valgperioden er 5 år, og man kan højst være præsident i 2 valgperioder.

## Liste over Dominicas præsidenter
| Præsident            | Levetid       | Præsidentperiode                     |
| -------------------- | ------------- | ------------------------------------ |
| Louis Cools-Lartigue | 1905–1993     | 3. november 1978 – 16. januar 1979   |
| Fred Degazon         | 1913–2008     | 16. januar 1979 – 28. februar 1980   |
| Jenner Armour        | 1932–2001     | 21. juni 1979 – 28. februar 1980     |
| Aurelius Marie       | 1904–1995     | 28. februar 1980 – 28. februar 1984  |
| Clarence Seignoret   | 1919–2002     | 28. februar 1984 – 25. oktober 1993  |
| Crispin Sorhaindo    | 1931–2010     | 25. oktober 1993 – 6. oktober 1998   |
| Vernon Shaw          | 1930–2013     | 6. oktober 1998 – 1. oktober 2003    |
| Nicholas Liverpool   | 1934–2015     | 1. oktober 2003 – 17. september 2012 |
| Eliud Williams       | født 1948     | 17. september 2012 – 2. oktober 2013 |
| Charles Savarin      | født 1943     | 2. oktober 2013 – 2. oktober 2023    |
| Sylvanie Burton      | født ca. 1965 | 2. oktober 2023 –                    |

Kilde: